# Evžen Savojský
Evžen František, princ savojský, kníže z Carignana, hrabě ze Soissons (18. října 1663, Paříž – 21. dubna 1736, Vídeň), v německy mluvících zemích známý jako Prinz Eugen von Savoyen, přezdívaný Malý abbé (přezdívka, kterou mu dali vojáci pro jeho malou postavu a zálibu v hnědé barvě, též také Malý kapucín), byl rakouský vojevůdce a politik francouzského původu, generalissimus vojsk rakouských Habsburků. Je považován za jednoho z nejvýznamnějších vojevůdců moderní evropské historie a společně s polským králem Janem III. Sobieskim také za jednoho z největších turkobijců.

## Mládí
Narodil se v Paříži jako syn francouzského generála Evžena Mořice, prince savojsko-carignanského a hraběte ze Soissons, a jeho manželky, proslulé intrikánky Olympie Manciniové. Šeptanda údajně tvrdila, že je ve skutečnosti levoboček Ludvíka XIV., ovšem většina solidních životopisců se touto fámou nijak zvlášť nezabývala, neboť jeho matka přestala být královou milenkou dávno předtím, než byl počat. Jeho dědečkem z otcovy strany byl slavný vojevůdce třicetileté války Tomáš Savojský.
Byl předurčen pro církevní kariéru, která mu však nebyla navzdory urputné snaze jeho rodiny po chuti. Teologii sice studoval hlouběji než řada tehdejších kněží, leč jeho přístup k ní byl podle současníků „nekonvenční“ a ostatní aspekty kněžství ho už nelákaly vůbec. Nikdy se nenaučil latinsky a nikdy neodsloužil jedinou mši. Údajně byl v dětství i mládí velmi živý a měl sklon k neposlušnosti a nevázanému jednání (jako většina nedotknutelných šlechtických mladíků, zejména pokud jako Evžen záhy ztratili otce). Pokud jde o vzdělání, hodně se zajímal o teologii, matematiku a životopisy vojevůdců, zejména Alexandra Makedonského. Jeho matka, Comtesse de Soissons, hraběnka Olympie Mancini, byla během šetření „Affaire des Poisons“ (skandál s traviči, věštci a čarodějnicemi) varována králem před zatčením a uprchla během noci do zahraničí. Oficiálně byla vypovězena ze země.

## Zahájení vojenské kariéry
Ve dvaceti letech odmítl dále nosit kněžské šaty, které mu byly od 15 let vnucovány, a po následné hádce opustil rodný dům. Dvakrát požádal francouzského krále Ludvíka XIV. o přidělení pluku, ten však jeho žádosti odmítl a údajně mu doporučil církevní kariéru způsobem, který Evžena smrtelně urazil. Přesné znění žádosti není známo, známa není ani přesná odpověď krále (doporučení církevní kariéry může být pouze fabulací). Většina historiků uvádí jako důvod zamítavého králova stanoviska to, že Evženova rodina byla (díky aktivitám Evženovy matky) v nemilosti a (zejména) že „žádost byla pokorná, ale žadatel sám nikoliv“.
Ať už byl důvod Ludvíkova odmítnutí jakýkoliv, měl toho král později trpce litovat. Evžen se vojenské kariéry vzdát nehodlal, a byl tedy nucen nabídnout své služby někomu jinému. V létě 1683 uprchl z Francie a vstoupil do služeb jejích nejvážnějších nepřátel, rakouských Habsburků (konkrétně Leopolda I.) Jakožto ordonanční důstojník svého bratrance Ludvíka Viléma Bádenského se zúčastnil bitvy u Vídně s Turky a koncem roku obdržel od Leopolda I. v rámci hromadného povyšování pluk dragounů.

## První roky ve službách Habsburků

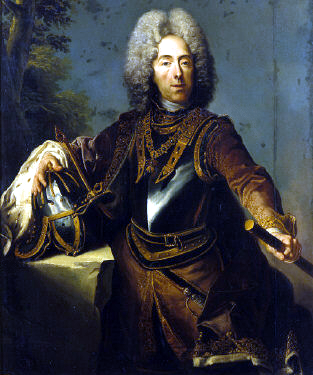
Princ Evžen Savojský

V letech 1684–1687 navštívil Evžen svou rodinu v Savojsku a Nizozemí a poté se vydal s bavorským kurfiřtem Maxem Emanuelem a svým bratrancem Viktorem Amadeem II., vévodou savojským, do Benátek. Jeho hlavním motivem byly peníze, potřeboval do začátků získat prostředky na vydržování pluku, který nebyl zrovna v nejlepším stavu, a tak hledal nějaké štědré dárce. Nezanedbatelné ovšem byly i další aspekty: odpočinek a zábava, možnost promyslet si své další plány (nějakou dobu otevřeně zvažoval možnost vstoupit do služeb savojského vévody či španělského krále) a samozřejmě i studium (hodně času údajně strávil v proslaveném benátském Arzenálu a studoval různé aspekty výroby a nasazení děl). Mezi zmíněnými návštěvami a cestami se ještě stihl zúčastnit několika menších tažení rakouských vojsk, z nichž nejvýznamnější byla tažení na Nové Zámky (1685) a Budín (1686) držené Turky. V roce 1687 se vyznamenal v bitvě u Nagyharsány (též bitva u Moháče), za což byl 31. ledna jmenován polním podmaršálkem, a v březnu mu Viktor Amadeus II. definitivně potvrdil výnosné důchody ze dvou opatství. Evženova pozice byla natolik posílena, že začal být počítán mezi skutečně významné vojevůdce domu Habsburků. V roce 1688 se zúčastnil obléhání Bělehradu, byl těžce raněn a více než půl roku se léčil.
Na počátku roku 1689 se v čele tří jezdeckých pluků přesunul k Rýnu a poprvé pozvedl zbraň proti Francii. V rámci nepříliš intenzívní poziční války, kdy oběma stranám šlo hlavně o to nebýt poražen a zároveň finančně vyčerpat soupeře, se Evžen zúčastnil jediného většího podniku ze strany říše, dobytí Mohuče. Utrpěl při něm další zranění, ale to zřejmě nebylo tak vážné jako předchozí a rychle se z něj vyléčil. Poté byl povýšen na generála jízdy a odeslán do Itálie jako pomoc svému bratranci, vévodovi savojskému, kterého agresívní jednání a hrozby Ludvíka XIV. přiměly k urychlenému vstupu do široké protifrancouzské koalice.

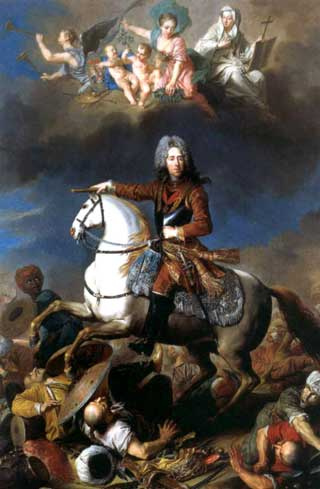
Evžen Savojský jako vítěz nad Turky. Obraz Van Schuppena.

Savojské tažení nebylo nijak úspěšné, španělsko-savojsko-rakouská vojska byla poražena v bitvě u Staffardy a následovala obvyklá poziční válka. Evžen zuřil a obviňoval své nadřízené (a zejména španělské spojence) z neschopnosti a zbabělosti. Sám pak dělal, co mohl, a roku 1691 nečekaným úderem zahnal francouzská vojska obléhající Cuneo. Nicméně, krátce po bitvě dostal posily a s nimi i dva nové nadřízené. Následovaly velmi ostré spory mezi Evženem a jedním z nich, Antoniem Caraffou. V jejich důsledku byl Caraffa císařem odeslán na misi do Říma. V roce 1693 byl Evžen povýšen do hodnosti polního maršála. Radost z titulu mu však notně zkalila drtivá porážka v bitvě u Marsaglie. Nemohl za ni, bitvu si prohrál osobně Viktor Amadeus II., který navíc urychleně začal přemýšlet o změně strany. Situace nevyhnutelně dospěla k tomu, že po dlouhém jednání byl 20. září roku 1697 uzavřen mír mezi Francií a nyní již jejím spojencem Savojskem na jedné straně a Rakouskem a jeho spojenci na straně druhé.
Leopold I. využil chvíle klidu, aby se soustředil na vyřešení „turecké otázky“. V roce 1697 se stal Evžen vrchním velitelem habsburských vojsk v Uhrách. Na nabádání k opatrnosti ze strany císaře příliš nedal a 11. září připravil početně silnější turecké armádě zdrcující porážku v bitvě u Zenty. Poté vpadl do Bosny a dobyl Sarajevo, čímž sultána přinutil k jednání o míru, které vyvrcholilo stažením tureckých vojsk z podstatné části Uherska a Sedmihradska. Éra turecké rozpínavosti byla definitivně ukončena a začal pozvolný pád osmanské říše.

## Války o španělské dědictví

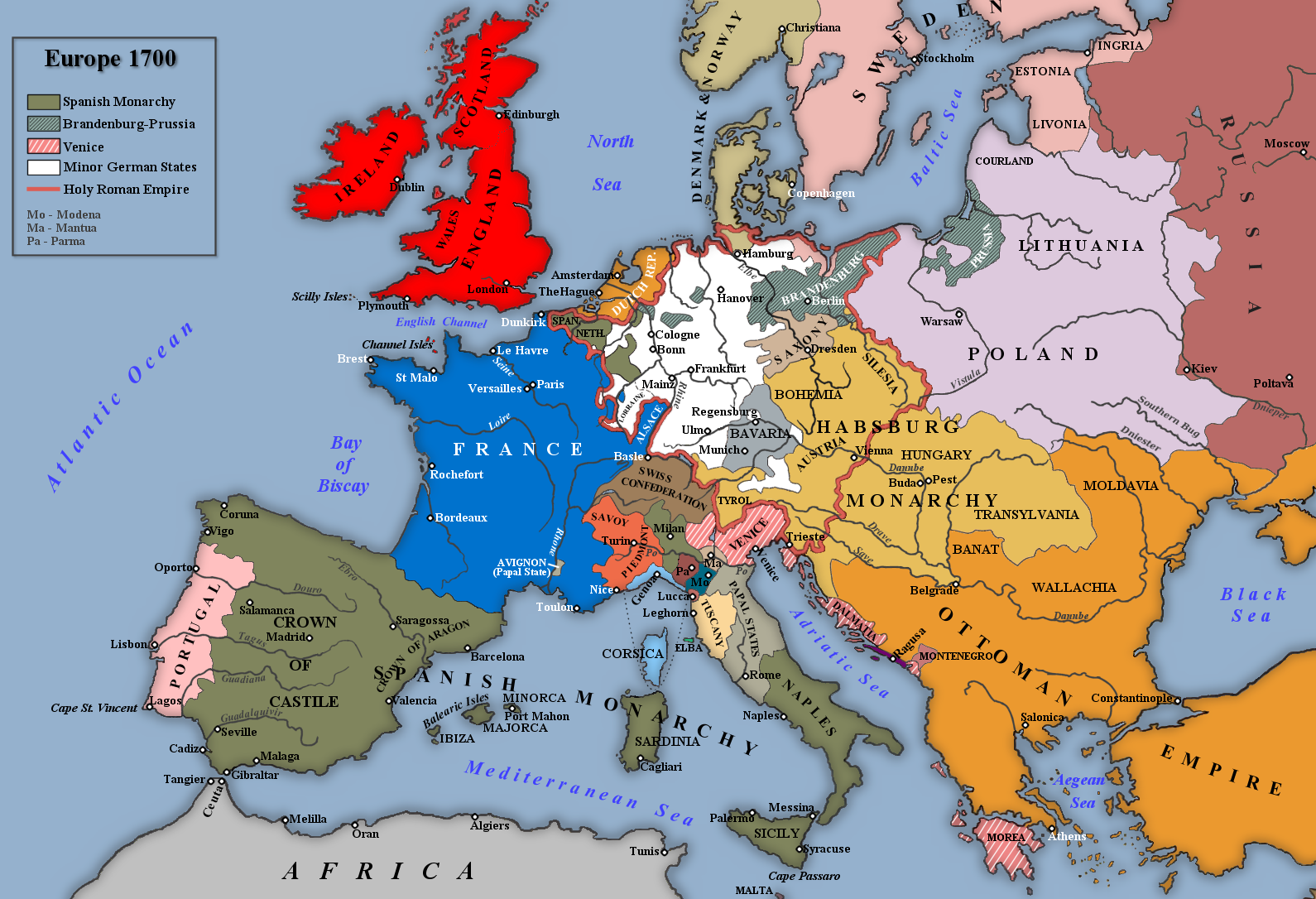
Evropa v roce 1700, po míru z Rijswijku a před válkou o španělské dědictví

Roku 1701 propukly války o španělské dědictví a Evžen se jako velitel vojsk rakouských Habsburků znovu postavil proti své rodné zemi. V roce 1701 vyrazil v čele rakouských vojsk do Itálie. Doslova šokoval celou Evropu, když obešel francouzská vojska střežící hlavní alpské průsmyky malými soutěskami, používanými horskými pastevci, a zničehonic se objevil v severní Itálii ve francouzském týlu, což mu přineslo srovnávání s Hannibalem. Následně sužoval početně silnější Francouze v šarvátkách a bleskovými přesuny zesměšňoval jejich těžkopádnou snahu obklíčit jeho vojsko a rozdrtit je. Rozzuřený Ludvík XIV. se tedy rozhodl vyměnit velitele, ovšem vévoda z Villeroy nebyl správnou volbou a rozkazy, které tento nový velitel od krále dostal, byly až příliš podrobné. V souladu s nimi zahájil Villeroy mohutnou ofenzívu, kterou ovšem Evžen bez větších potíží zastavil 1. září u Chiari. Následovala patová situace se zabetonovanými armádami, kterou však Evžen zdařile narušoval drobnou válkou, se kterou nepřestal ani po příchodu zimy. Vrcholem této taktiky mělo být nečekané přepadení Cremony (1. únor), které se sice nakonec nepovedlo tak, jak mělo (město nepadlo), a přineslo císařským rozsáhlé ztráty, vyústilo však v potupné zajetí vévody Villeroye. V celkovém výsledku se to však ukázalo jako nevýhoda, protože Villeroyův nástupce a Evženův bratranec, maršál Louis Joseph de Bourbon, vévoda z Vendôme, se projevil jako mnohem schopnější nepřítel. V roce 1702 se oba velitelé střetli v několika menších bitvách, které probíhaly se střídavým úspěchem. K zásadní změně situace došlo, když do války mezi Francií a rakouskými Habsburky vstoupily další státy, z nichž nejdůležitější bylo Bavorsko na straně Francie a Anglie, Nizozemsko a většina států říše na straně Habsburků. Itálie se stala vedlejším bojištěm a Evžen odjel do Vídně, kde se snažil získat proviant pro své jednotky a poněkud upravit plány na tažení proti Francii, které v původní podobě označoval za „zábavné“.
Na jaře 1703 jej císař jmenoval prezidentem dvorské válečné rady. Zahájil reformu armády a tvrdě se vypořádal s neschopnými a zkorumpovanými důstojníky. Tento nesmlouvavý postup mu nadělal mnoho nepřátel, ale na druhé straně vysoce zefektivnil výkon habsburských vojsk. Jím založená tyrolská domobrana posílená vojenskými jednotkami odrazila pokus spojených sil Vendôma a bavorského kurfiřta Maxmiliána Emanuela zaútočit přes Alpy na samo Rakousko, uskutečněný koncem roku 1703. Přesto se rok 1703 nesl ve znamení série porážek v oblasti Bavorska a Porýní, o které se rovným dílem podělili již dříve jmenovaní neschopní císařští velitelé a generálové jednotlivých zemí Říše. Speciální případ představoval pád pevnosti Breisach, za nějž poslal Evžen jejího velitele před vojenský soud (hrabě Filip Arco byl odsouzen k smrti a oběšen). Řetěz katastrof pokračoval, padly další pevnosti a města. Pak ale boje přerušila zima a při příchodu jara bavorsko-francouzská armáda trestuhodně zaspala.

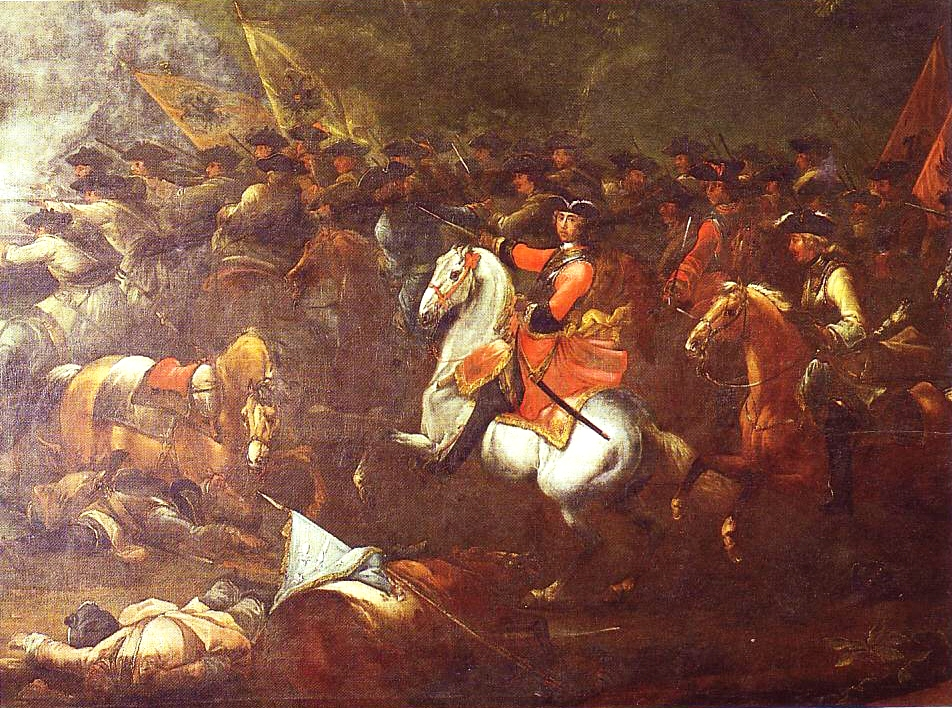
Evžen Savojský v bitvě u Höchstädtu

Francouzská strana si chtěla následující tažení pečlivě připravit, aby se neopakoval debakl z minulého roku v Alpách, ale váhala příliš dlouho, a dala tak svým protivníkům čas provést nečekaný tah. Evžen Savojský, Jan Václav Vratislav z Mitrovic a John Churchill, vévoda z Marlborough připravili plán odvážného tažení, které mělo změnit tvář války. Na jaře 1704 tak Marlborough vyrazil se svým vojskem od severního Porýní rychlým pochodem na jih a krátce poté vyrazil i Evžen se všemi jednotkami, které dokázal sehnat, na západ. Jejich protivníkům dlouho nedocházelo, co mají v úmyslu, a když konečně pochopili, bylo již pozdě. Na počátku celé akce měli možnost zničit anglická a rakouská vojska jedno po druhém, ale příležitost propásli a Evžen s Marlboroughem spojili své síly u Höchstädtu. Zde byla francouzská vojska 13. srpna v bitvě u Höchstädtu rozdrcena a spojenci pak měli ještě dost času, aby získali několik důležitých pevností, byť na bezprostřední vítězné tažení dosud neměli síly.

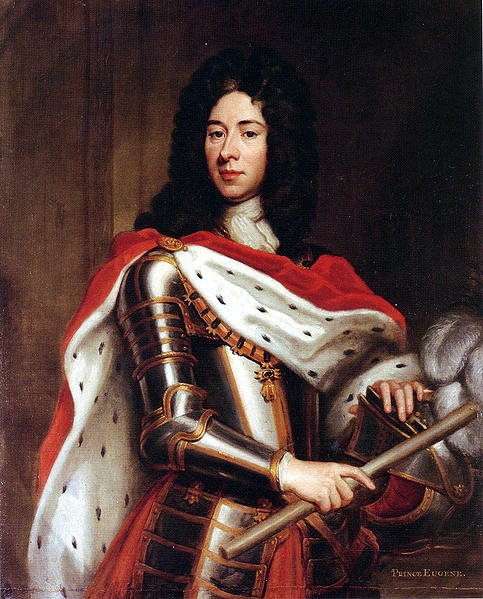
Evžen Savojský na obraze z roku 1712

Zde je nutno zmínit přátelství, které vzniklo mezi Evženem a vévodou z Marlborough. Bylo natolik hluboké, že jim vyneslo přezdívku Dvojčata. Jestliže sami o sobě vyvolávali obavy v nepříteli a vlny nadšení a sebedůvěry u svých vojáků, pohromadě se tento dojem ještě zvyšoval a po bitvě u Hochstädtu získali pověst neporazitelné dvojice, která jim vydržela několik let.
V roce 1705 se spojenecká vojska znovu rozdělila. Evžen vedl rakouská vojska do Itálie na pomoc vévodovi savojskému. Uvízl však v patové situaci: nejdříve rozdrtil španělské jednotky generála Toralby, ale vzápětí nato byla jeho ofenzíva zastavena v bitvě u Cassana (16. srpen 1705). Situace se změnila o rok později, kdy obešel francouzské síly jižně Pádskou nížinu a 7. září 1706 porazil Francouze u Turína. Ještě do počátku zimování pak ovládl velkou část severní Itálie včetně Milána (26. říjen) a jeho úspěchy společně s úspěchy Marlborougha na francouzsko-říšských hranicích přinutily Francii v březnu 1707 italské bojiště zcela vyklidit. Evžen byl jmenován říšským maršálem a guvernérem Lombardie (1707–1716). Ruský car Petr I. Veliký mu dokonce nabídl polskou korunu, kterou však maršál zdvořile odmítl. Rok 1707 však jinak moc úspěšný nebyl, Evžen se pod taktovkou Angličanů účastnil spojeneckého tažení proti Toulonu, které mu bylo zcela proti mysli a skončilo nakonec debaklem. V roce 1708 byl jmenován generálporučíkem, čímž ovládl veškeré významné vojenské úřady v zemi. Původně byl plánován mohutný vpád do Francie, ale říšská vojska se scházela pomalu a Francouzi zahájili vlastní prudký útok. Malborough s Evženem (který neměl v daném prostoru vlastní vojsko a na žádost Malborougha přijal velení nad částí jeho jednotek) však dokázali rychle přesunout své síly a rozdrtili francouzská vojska v bitvě u Oudenaarde (11. červenec 1708) a poté dobyli Lille.
Počátkem roku 1709 se Evžen účastnil mírových jednání v Haagu, která ale nakonec zkrachovala. Následovaly tři roky úporných bojů, kdy se vojska koalice, která měla již jasnou vojenskou převahu, úmorně probíjela přes francouzské pevnosti. 11. září 1709 Evžen s Malboroughem zvítězili v krvavé bitvě u Malplaquet, po níž se soudržnost koalice začala drolit. Její rozpad v roce 1712, urychlený nástupem toryů v Anglii a smrtí Josefa I. znamenal, že v roce 1713 musel Evžen náhle držet západní hranici Říše proti zdrcující převaze francouzských vojsk. 13. května převzal vrchní velení nad říšskými vojsky, ale tváří v tvář dvojnásobné přesile mu nezbylo než přihlížet, jak nepřítel dobývá nejprve Landau, pak Freiburg. Udržování dvojnásobné armády ovšem neúnosně zatěžovalo francouzský rozpočet a Evžen ovládal poziční válku příliš dobře, než aby nepříteli umožnil rychlé vítězství. V roce 1714 se tedy odehrála mírová jednání mezi Francií zastupovanou maršálem Villarsem a rakouskými Habsburky zastupovanými Evženem, která skončila rastattským mírem (podepsán 7. března).

## Krátký čas míru

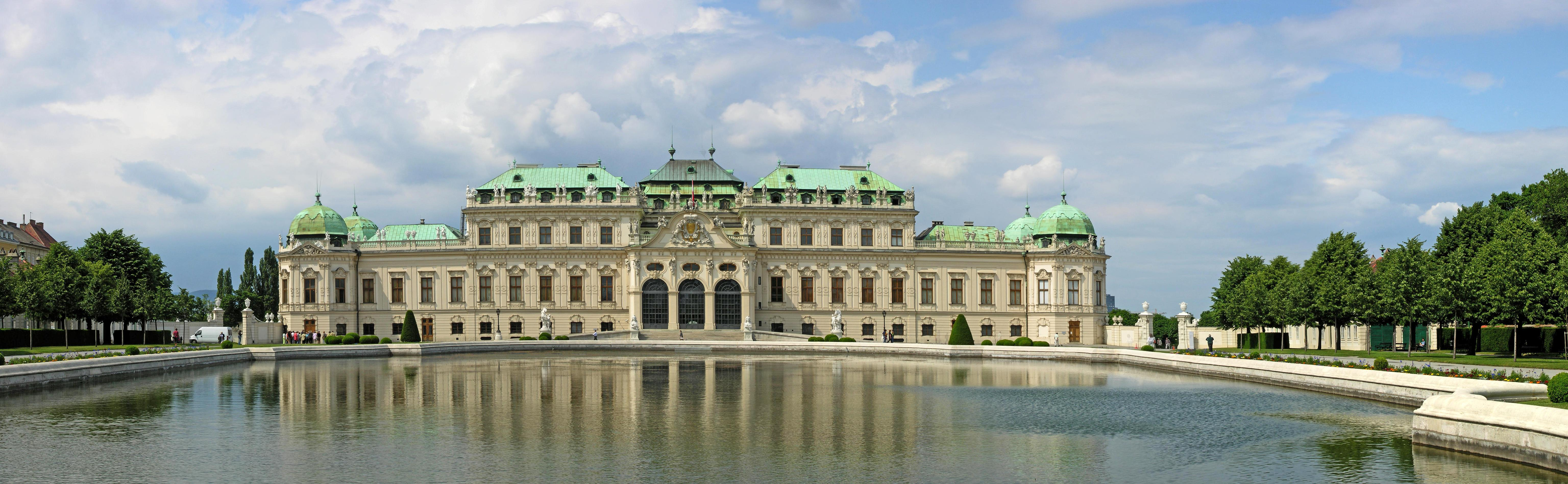
Belveder, sídlo, které si Evžen nechal ve Vídni vystavět

V roce 1714 začal Evžen budovat ve Vídni barokní palác Belveder (dokončen 1723). Na adresu výstavného sídla se říkalo, že Rakousko je zemí, v němž poddaný žije lépe než jeho císař (tehdy ještě nestál císařský zámek Schönbrunn). Zároveň byl jmenován roku 1716 guvernérem Rakouského Nizozemí, které bylo Rakousku postoupeno na základě mírové smlouvy. Velice brzy však začal připravovat půdu pro novou válku. Osmanská říše sice dodržovala mír s habsburskými državami, s o to větším nadšením se však vrhla na další cíle. Nejdříve přinutila Rusko k vrácení rozsáhlých držav v oblasti okolo Černého moře a pak napadla benátskou republiku. Její pozice v Řecku a Středomoří se pod tlakem drtivé přesily začaly hroutit a Benátky začaly zoufale volat o pomoc. Karel VI. se po dlouhém váhání na naléhání Evžena rozhodl zasáhnout. Nejdříve se pokusil jít na věc diplomaticky, ale když dali Turci najevo, že své tažení proti Benátkám nezastaví, rozhodl se pro boj. Spojenectví mu vyhlásily pochopitelně Benátky a Velká Británie (které zároveň společně s papežem garantovaly nedotknutelnost habsburských držav v Itálii po dobu tažení). Na podzim roku 1715 se začaly k hranicím stahovat první vojenské jednotky.

## Nová válka s Turky (1716–1718)

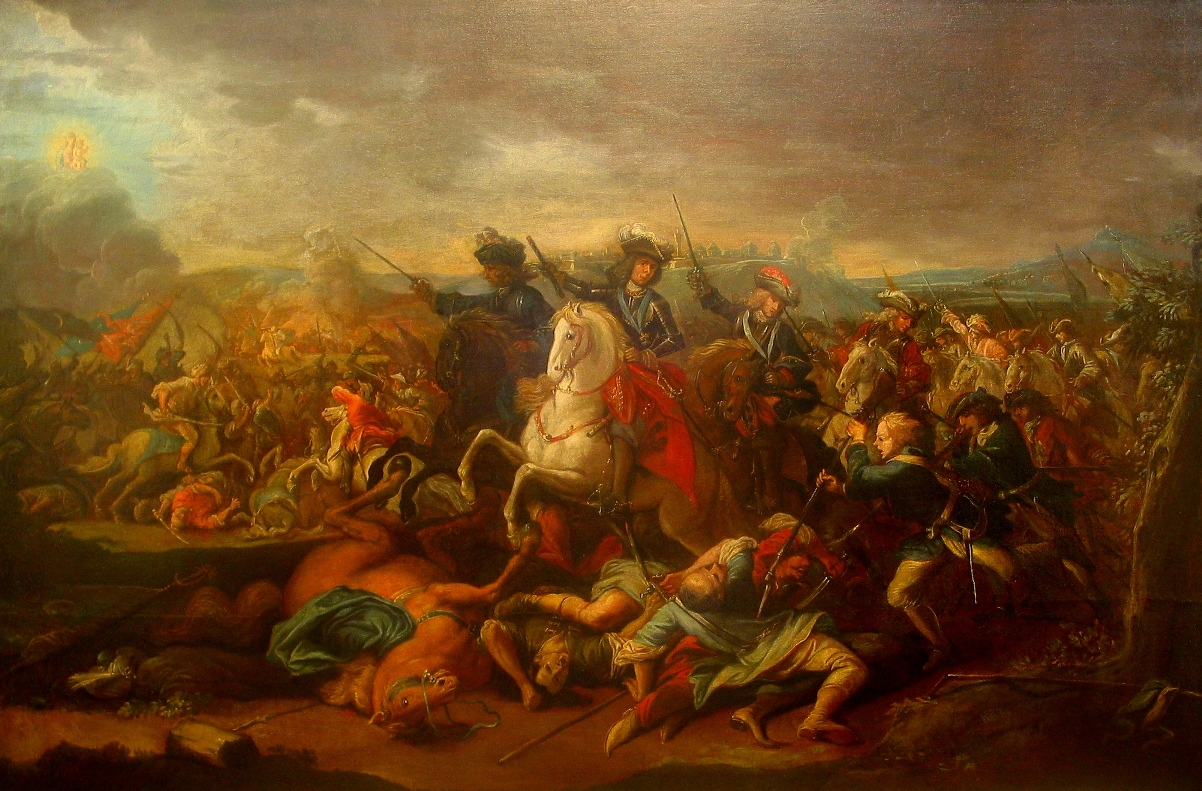
Evžen Savojský v bitvě u Bělehradu poráží Turky

Válka propukla v roce 1716, kdy obě vojska vytáhla do pole. Asi devadesátitisícová armáda Evžena měla za cíl dobytí Bělehradu, téměř dvojnásobná armáda velkého vezíra Damada Aliho hodlala získat Petrovaradín. Turci byli rychlejší, a tak se dějištěm bitvy stalo okolí tureckého cíle tažení. Turecká armáda byla podstatně silnější a chránila ji polní opevnění i Dunaj, nicméně Evžen se přesto rozhodl nepřítele napadnout. Ve skrytu noci přešel přes rozvodněný Dunaj a 5. srpna brzy ráno napadl překvapeného nepřítele a rozdrtil jej. Jelikož dospěl k názoru, že na tažení proti Bělehradu už není dost času, rozhodl se přechodně změnit cíl a vyrazil k Temešváru, který dobyl 12. října. Turecko ztratilo rozsáhlá území a pouze zima jej ochránila před dalšími ztrátami. V roce 1717 už nic nebránilo tažení na Bělehrad, princova armáda pak byla posílena o mnoho nových spojenců, kteří po jeho drtivém vítězství v předchozím roce považovali za vhodné manifestovat svou oddanost Habsburkům a podílet se na výnosném podniku. Na přelomu června a července oblehl Bělehrad, aby byl na konci července sám oblehnut ještě silnější armádou paši Chalila. Evžen nejdříve tvrdě zdecimoval městské obránce, načež 16. srpna zaútočil na Chalilovu armádu a přinutil ji k ústupu. 18. srpna Bělehrad kapituloval. Šlo o další slavné vítězství, ale válka obě strany vyčerpala a další vojenské snahy Evžena a jeho generálů už příliš k úspěchu nevedly. To vedlo nakonec k mírovým jednáním, jejichž výsledkem byl Požarevacký mír (21. červenec 1718) a přejití severního Srbska, Malého Valašska a Temešského Banátu do rakouské správy. Naproti tomu Turci si směli ponechat většinu území, které dobyli na Benátské republice. Navíc na mírové ujednání navazovala velmi důležitá obchodní smlouva uzavřená 27. července mezi sultánem a císařem, která vedla k rozvinutí rozsáhlých obchodních styků (a pro Benátky představovala ještě větší katastrofu než územní ztráty).

## Po turecké válce

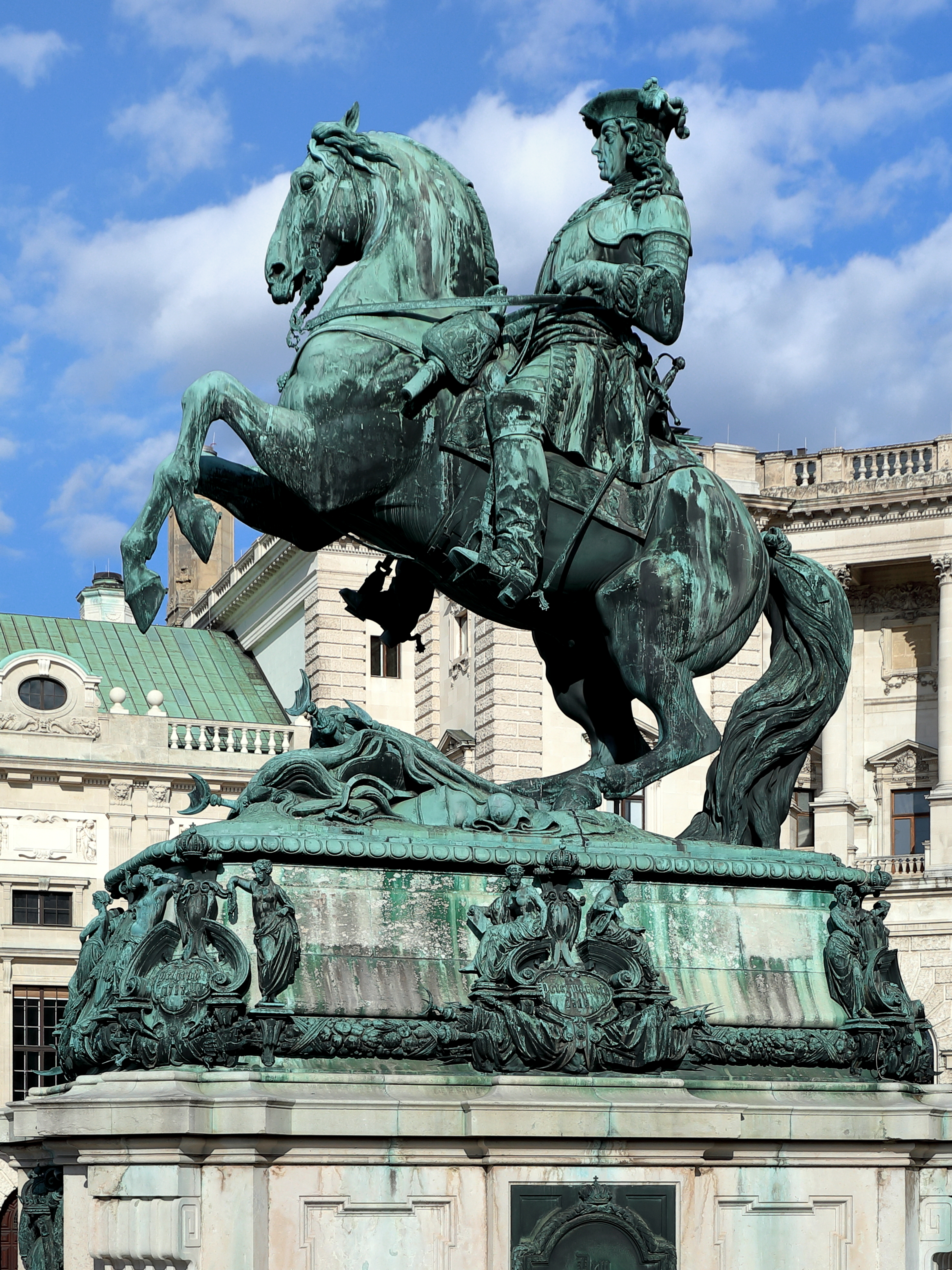
Monument na památku Evžena Savojského, Heldenplatz, Hofburg, Vídeň.

Po válce s Tureckem zabírala většinu Evženova času politika. Byl jedním z nejvlivnějších mužů v habsburských zemích a měl velký vliv na diplomacii a organizaci armády. Podporoval snahy Karla VI. o prosazení pragmatické sankce, ale zastával názor, že rakouský císař příliš spoléhá na diplomacii a že záruky, které si od sousedů kupuje, nemají velkou cenu. Opakovaně radil králi, aby nároky své dcery podepřel spíše plnou pokladnou a silnou armádou než diplomatickými zárukami od těch, kteří je nejspíš nedodrží. Jeho vlastní pozice se však několikrát povážlivě zatřásla a Karel VI. na něj začal postupně nahlížet jako na ministra a rádce sice věrného a schopného, ale nemilovaného a mírně zkorumpovaného. Evžen se stal terčem opakovaných intrik ze strany ostatních šlechticů – zejména pak tzv. španělské strany – a byl napadán pro přílišnou koncentraci moci a se zdůvodněním, že má tolik významných úřadů, že je nestíhá řádně vykonávat (což byla v některých ohledech výtka oprávněná). Vztahy s panovníkem definitivně ochladly, když Evžen v roce 1719 rozkryl rozsáhlou zradu a intriky některých vysoce postavených šlechticů, z nichž někteří byli nejbližší přátelé a rádci císaře. Evžen tak jednal částečně v sebeobraně, neboť dotyční hodlali především odstranit jeho, nicméně císař mu to nikdy neodpustil.
Evžen se podílel na vzniku Ostendské společnosti, v níž vydělal značné jmění a jejíž akcie prodal těsně před tím, než ji musel císař na nátlak Francie a Velké Británie zrušit.
Posléze ještě osobně vedl rakouská vojska na Rýně za války o polské dědictví (1733–1738), ale nedostatek mužů a špatný zdravotní stav mu znemožnily dosáhnout výraznějších výsledků. Snažil se prosadit sňatek Marie Terezie se synem saského nebo bavorského kurfiřta, ovšem tento nápad se nelíbil ani Karlu VI., ani Marii Terezii (a to nejen pro dětský věk obou princů). Podílel se ještě na jednáních o míru, ale jeho vliv upadal. Těžce nemocen zemřel ve Vídni ve věku 72 let. Pohřben byl v katedrále sv. Štěpána ve Vídni.

## Zajímavosti
Na jeho počest bylo pojmenováno několik lodí: britský monitor HMS Prince Eugene, rakouské obrněné lodě SMS Prinz Eugen a SMS Prinz Eugen, rakouská bitevní loď SMS Prinz Eugen, italský lehký křižník Eugenio di Savoia a německý těžký křižník Prinz Eugen, čímž se princ Evžen stal jediným člověkem, po němž pojmenovaly své lodě čtyři různá námořnictva. Podle tohoto vojevůdce byla pojmenovaná i sedmá divize Waffen-SS (7. SS-Freiwilligen-Gebirgs-Division „Prinz Eugen“). Za první i druhé světové války byl Evžen Savojský připomínán jako historický vzor německého či rakouského vojáka. Známá je i lidová píseň Prinz Eugen, der edle Ritter.